# Wildhood
Wildhood è un film del 2021 diretto da Bretten Hannam.
Il film è un'espansione del precedente cortometraggio di Hannam Wildfire, vincitore del premio per il miglior cortometraggio agli Screen Nova Scotia Awards nel 2020.

## Trama
Due fratelli intraprendono un viaggio alla ricerca della loro madre naturale; lungo la strada, si riconnettono con la loro eredità indigena e fanno amicizia con un altro ragazzo.

## Riconoscimenti
- 2021 - Atlantic Film Festival[3]
  - Miglior film
  - Miglior sceneggiatura

- 2021 - Devour! The Food Film Fest
  - Miglior film

- 2021 - Festival du nouveau cinéma
  - Nomination Miglior film

- 2021 - Image + Nation Festival Cinema LGBT Montreal Film Festival
  - Premio della giuria al miglior suono

- 2022 - Canadian Cinema Editors Awards
  - Nomination Miglior montaggio

- 2022 - Canadian Screen Awards[4]
  - Miglior attore non protagonista a Joshua Odjick
  - Nomination Miglior film
  - Nomination Achievement in Casting
  - Nomination Achievement in Direction
  - Nomination Miglior attore a Phillip Lewitski
  - Nomination Miglior sceneggiatura originale

- 2022 - Cleveland International Film Festival
  - Nomination Miglior film

- 2022 - Palm Springs International Film Festival
  - New Voices/New Visions Special Jury Mention
  - Nomination New Voices/New Visions Grand Jury Prize

- 2022 - Seattle International Film Festival
  - Nomination Gran premio della giuria al miglior film

- 2022 - CAFTCAD
  - Nomination Best Costume Design in Indie Feature

- 2022 - Vancouver Film Critics Circle[5]
  - Miglior attore non protagonista in un film canadese a Joshua Odjick